# 兆安中心

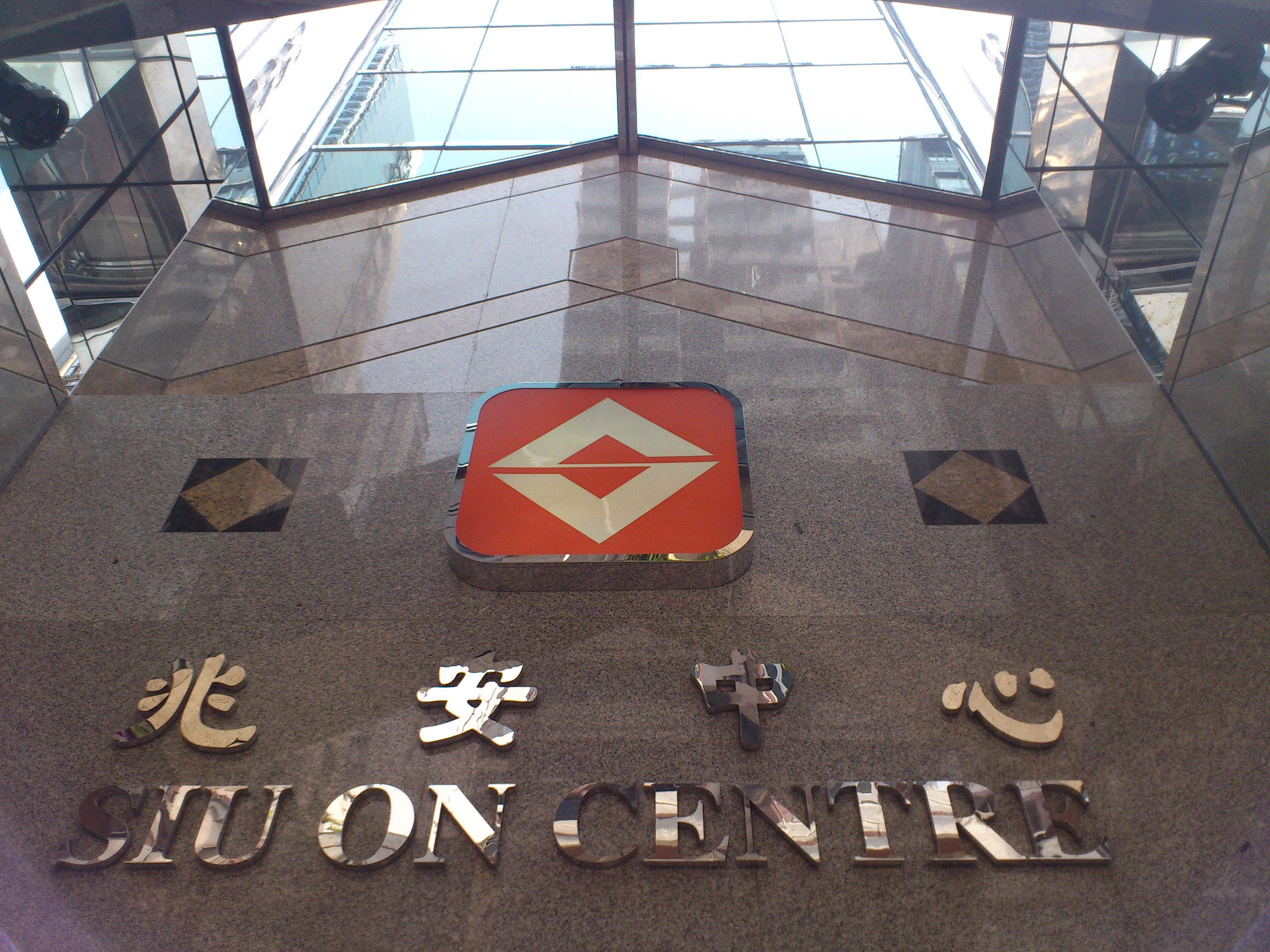
大廈牌匾

兆安中心（英語：Siu On Centre）座落於灣仔商業核心地帶，鄰近地鐵站、電車、巴士、小巴及的士站，交通便利，發展商為兆安集團控股有限公司。區內高級酒店林立，如君悅酒店、新世界海景酒店及六國酒店等。此外，兆安中心更毗鄰中環廣場、香港會議展覽中心、華潤大廈及政府大樓，為商務貿易之據點。

## 兆安集團
七十年代開始，兆安集團控股有限公司透過其地產業務機構兆安地產有限公司，經營地產發展事業及投資業務。
兆安地產是兆安集團的私營地產業務機構。兆安地產的核心業務涵蓋房地產投資的所有範疇，包括房地產買賣、項目開發及重建和項目推廣及租賃。
除了在香港多元化的地產投資業務外，兆安地產也不斷於香港和內地的主要城市投資和發展新的地產項目。

## 兆安中心
兆安中心為兆安集團旗下產業，1至4樓為大廈停車場，5至32樓為高級寫字樓，寫字樓每層約4,600餘平方尺。

## 交通
港鐵
- █  東鐵綫：會展站B3出口（步行5分鐘）
- █  港島綫：灣仔站A1出口

## 鄰近
- 君悅酒店
- 六國酒店
- 香港會議展覽中心
- 華潤大廈
- 政府大樓

## 外部連結
- 兆安集團（页面存档备份，存于）

22°18′45.13″N 114°13′30.20″E / 22.3125361°N 114.2250556°E